# Lista de arruamentos da Madalena (Lisboa)
A lista de arruamentos da Madalena apresenta os 22 arruamentos oficiais da freguesia lisboeta da Madalena e a sua descrição.

## Avenida Infante Dom Henrique
ver: Avenida Infante Dom Henrique (Lisboa).
A Avenida Infante Dom Henrique é uma das principais e maiores avenidas de Lisboa, constituindo-se como a principal ligação junto ao rio. Esta avenida com três faixas de cada lado na maior parte da sua extensão liga o final do Itinerário Complementar n.º 2, dito IC2, entre o Parque das Nações, Moscavide e a Portela de Sacavém, indo sempre junto ao rio Tejo até à Praça do Comércio. De todos os arruamentos de Lisboa, a Avenida Infante Dom Henrique é aquele que atravessa um maior número de freguesias (7): Santa Maria dos Olivais, Marvila (Lisboa), Beato, São João, Santa Engrácia, Santo Estêvão e Madalena. Inicia-se oficialmente na Praça José Queiroz e termina na Praça do Comércio. O seu nome foi dado por edital de 24 de julho de 1948, chamando-se anteriormente "via pública projetada entre a Praça do Comércio e a Praça de Moscavide [actual Praça José Queiroz]" ou Avenida Marginal Oriental.

## Calçada do Correio Velho
A Calçada do Correio Velho é um arruamento que se inicia na Rua de Santo António da Sé ligando-o à Rua de São Mamede. É das mais antigas ruas de Lisboa. Corria paralela à antiga muralha moura da cidade, sendo em meados do século XV chamada de Pé da Costa. Após o terramoto de 1755 chamou-se Calçada do Correio, por nela se localizarem os serviços postais, que era um privilégio da família Gomes da Mata durante a maioria dos séculos XVII e XVIII. Após a deslocação dos correios para outra rua, passou a ser conhecida por Calçada do Correio Velho. O antigo edifício dos correios já não existe, tendo sido destruído pelo terramoto. O arruamento é partilhado entre as freguesias da Sé e da Madalena.

## Largo Adelino Amaro da Costa (Largo do Caldas)
ver: Largo Adelino Amaro da Costa.
O Largo Adelino Amaro da Costa, também conhecido pelo seu antigo nome de Largo do Caldas, é um dos principais arruamentos dos bairros velhos da cidade de Lisboa. Inicia-se na confluência das Ruas de São Mamede, da Madalena e do do Regedor com o Largo do Chão do Loureiro. Homenageia desde 5 de abril de 1982 (deliberação camarária de 22 de dezembro de 1980) Adelino Amaro da Costa, co-fundador do Centro Democrático e Social, actual CDS-PP, falecido no desastre de aviação que também vitiou o Primeiro-Ministro Francisco Sá Carneiro. A sede do CDS situa-se no largo. O arruamento é partilhado com a freguesia de São Cristóvão e São Lourenço.

## Largo da Madalena
O Largo da Madalena localiza-se na confluência das Ruas da Madalena e de Santo António da Sé e da Travessa do Almada. O seu nome provém da Igreja de Santa Maria Madalena, obra do arquitecto João Paulo posterior ao terramoto de 1755. A Igreja assenta sobre as bases de outra igreja do mesmo nome existente desde 1164. Esta igreja dá o seu nome também à Rua da Madalena, assim como à freguesia da Madelena.

## Praça do Comércio (Terreiro do Paço)
ver: Praça do Comércio.

## Rua da Alfândega
ver: Rua da Alfândega (Lisboa).
A Rua da Alfândega liga o Campo das Cebolas à Praça do Comércio. Teve vários nomes ao longo da história: Rua do Terreiro do Trigo (antes de 1552), Rua do Terreiro Novo (antes de 1554), Rua da Misericórdia de Baixo (1688), Rua Direita da Misericórdia (1720), e Rua da Misericórdia(antes do terramoto de 1755). Partes da rua tiveram ainda os nomes de Rua da Ribeira Velha, Rua dos Freires e Rua da Conceição dos Freires. Depois foi transformada em duas ruas (a Rua Nova da Alfândega e a Rua da Ribeira Velha) que se uniram por edital de 1 de setembro de 1859 para formar a Rua da Alfândega, por nela se situar a alfândega de Lisboa. A rua é partilhada com a freguesia da Sé.

## Rua da Conceição
A Rua da Conceição é um arruamento da Baixa Pombalina, que faz a ligação entre a Rua da Madalena e a Rua Nova do Almada. Este arruamento é partilhado entre a freguesia de São Nicolau e da Madalena (Lisboa). A rua da Conceição era também conhecida como Rua dos Retroseiros, porque aí se instalaram, após o terramoto de 1755, as lojas de retrosaria.

## Rua da Madalena
ver: Rua da Madalena.
A Rua da Madalena é um arruamento da Baixa Pombalina, que liga a Rua da Alfândega, junto ao rio, ao Poço do Borratém, já perto da Praça da Figueira. O seu nome provém da Igreja de Santa Maria Madalena, obra do arquitecto João Paulo posterior ao terramoto de 1755. A Igreja assenta sobre as bases de outra igreja do mesmo nome existente desde 1164. Esta igreja dá o seu nome também ao Largo da Madalena, assim como à freguesia da Madelena. Esta rua é partilhada com as freguesias de São Nicolau e São Cristóvão e São Lourenço.

## Rua da Padaria
A Rua da Padaria é um arruamento localizado nas freguesias da Madalena e da Sé, fazendo a ligação entre a Rua dos Bacalhoeiros e o Largo de Santo António da Sé.

## Rua da Prata
ver: Rua da Prata.
A Rua da Prata é um dos principais arruamentos da Baixa Pombalina, que faz a ligação entre a Praça do Comércio e a Praça da Figueira. Construída após o terramoto de 1755 aquando da reconstrução da cidade, foi-lhe dado o nome de Rua Bela da Rainha. Na distribuição dos ofícios feita pelas ruas da Baixa, à Rua Bela da Rainha foram atribuídos os ourives da pratas, e nas lojas que sobrassem os livreiros que antes viviam na sua vizinhança. Após a revolução republicana de 1910, o seu nome foi mudado para Rua da Prata. O arruamento é partilhado com a freguesia de São Nicolau.

## Rua das Pedras Negras
A Rua das Pedras Negras é uma rua partilhada pelas freguesias da Madalena (Lisboa) e da Sé. Inicia-se na Rua Augusto Rosa e termina na Rua da Madalena. A sua designação é das mais antigas da cidade, remontando a antes de 1299, no entanto o arruamento foi destruído pelo terramoto de 1755, tendo sido posteriormente terraplanado, transformando-a numa rua reta e sem desníveis. Uma teoria aponta esta rua como uma das existentes em Lisboa desde a ocupação romana. Teria sido aqui que se situava um templo à deusa Cibele, representada por uma pedra negra.

## Rua de Santa Justa
A Rua de Santa Justa é um arruamento que se inicia na Rua da Madalena e termina na Rua do Carmo. O seu nome foi dado por deliberação camarária de 5 de novembro de 1892, para ser oficializada por edital 7 dias mais tarde a 12 de novembro. Anteriormente era conhecida por Travessa de Santa Justa. É um arruamento partilhado entre as freguesias de São Nicolau e da Madalena.

## Rua de Santo António da Sé
A Rua de Santo António da Sé inicia-se na Rua das Canastras e termina no Largo de Santo António da Sé. É um dos muitos arruamentos que homenageiam o padroeiro-mor da cidade Santo António de Lisboa. Existem outras 5 ruas com o mesmo nome, daí a necessidade da expressão "da Sé". No entanto a rua não se encontra na freguesia da Sé (Lisboa), mas sim na da Madalena, fazendo no entanto a ligação à primeira.

## Rua de São Julião
ver: Rua de São Julião.
A Rua de São Julião é uma rua da Baixa Pombalina que tem o seu início na Rua da Padaria e término no Largo de São Julião. Era antigamente conhecida por Rua dos Aljibebes, sendo no entanto já referenciada no Pranto de Maria Parda de Gil Vicente como rua de San Gião. No decreto de 5 de novembro de 1760 foi lhe dado oficialmente o nome de Rua de São Julião, ficando definidos os aljibebes (vendedores de roupa) como o ofício preponderante. Este arruamento é partilhado com a freguesia de São Nicolau.

## Rua de São Mamede
ver: Rua de São Mamede.
A Rua de São Mamede é uma rua que tem o seu início na Rua da Saudade e termina no Largo Adelino Amaro da Costa. O seu nome provém da antiga paróquia de São Mamede. Nesta rua terá nascido Fernando de Bulhões, mais conhecido como Santo António de Lisboa. Antigamente chamava-se Rua Nova de São Mamede. Uma igreja dedicada a São Mamede existia nesta rua, tendo sido destruída pelo terramoto de 1755. Foi depois reconstruída outra igreja longe dali, na nova freguesia de São Mamede (Lisboa). O arruamento atravessa quatro freguesias: Sé, São Cristóvão e São Lourenço, Santiago e Madalena.

## Rua do Comércio
ver: Rua do Comércio.
A Rua do Comérico é uma rua da Baixa Pombalina que começa na Rua da Madalena e termina na Praça do Município, atravessando as Ruas dos Fanqueiros, da Prata, Augusta, Áurea, Henriques Nogueira e o Largo de São Julião. Era antigamente conhecida, por Rua de El-Rei (desde 8 de Junho de 1889, e antes disso por Rua Nova de El-Rei (desde 5 de Novembro de 1760). Após a revolução republicana de 1910, por deliberação camarária de 13 de outubro de 1910 foi decidida a mudança para Rua do Comércio, confirmada depois por edital de 5 de novembro do mesmo ano. A Rua do Comércio é partilhada com a freguesia de São Nicolau.

## Rua dos Arameiros
A Rua dos Arameiros é uma pequena artéria de Lisboa, arruamento que se inicia na Rua da Alfândega e termina na Rua dos Bacalhoeiros. A rua foi inaugurada após o terramoto de 1755, sendo designada como local para os comerciantes de artigos de arame.

## Rua dos Bacalhoeiros
ver: Rua dos Bacalhoeiros.
A Rua dos Bacalhoeiros é um arruamento situado nas freguesias da Sé e da Madalena que começa no Campo das Cebolas e acaba na Rua da Madalena. Até 1 de setembro de 1859 a rua esteve divida em duas: a Rua dos Bacalhoeiros e a Rua dos Confeiteiros. Após o terramoto de 1755 foi designada como local para os comerciantes de bacalhau e de confeitaria. Os nomes dos dois troços foram mudando ao longo da história sendo a Rua dos Bacalhoeiros antigamente conhecida por Rua da Porta do Mar, Rua Direita da Ribeira e Rua da Ribeira; e a Rua dos Confeiteiros por Rua Direita da Ribeira, Rua da Misericórdia da parte de Cima, Rua da Misericórdia de Cima, Rua de Cima da Conceição dos Freires, Rua da Conceição da parte de Cima, Rua da Conceição dos Freires da parte de Cima, Rua Direita dos Freires da parte de Cima e Rua Direita da Conceição dos Freires da Parte de Cima.

## Rua dos Fanqueiros
ver: Rua dos Fanqueiros.
A Rua dos Fanqueiros é um arruamento da Baixa Pombalina que se estende da Rua da Alfândega até à Praça da Figueira. Após a reconstrução de Lisboa, devido ao terramoto de 1755, a esta rua foi dado o nome de Rua Nova da Princesa, sendo posteriormente mudado para Rua da Princesa. Nela ficaram alojados os mercadores de lanjaria ou fancaria, destinando-se os espaços que sobrassem aos mercadores de quinquilharia. Depois da revolução republicana de 1910, o nome da rua foi alterado para Rua dos Fanqueiros, após deliberação camarária de 13 de outubro de 1910, ficando efetiva após edital de 5 de novembro do mesmo ano. Este arruamento é partilhado com a freguesia de São Nicolau.

## Rua Instituto Virgílio Machado
A Rua Instituto Virgílio Machado é uma rua da freguesia da Madalena, que faz a ligação entre a Avenida Infante Dom Henrique e a Rua da Alfândega. O seu nome foi atribuído por deliberação camarária de 17 de setembro de 1903, sendo oficializada por edital de 6 de novembro. Antigamente era a chamada Rua da Ribeira Velha. Homenageia o Instituto Virgílio Machado, instituto fundado no mesmo ano e dedicado à aplicação da Física e da Química em operações de diagnóstico médico.

## Travessa das Pedras Negras
A Travessa das Pedras Negras é uma pequena travessa que faz a ligação entre a Travessa do Almada e a Rua da Madalena, sendo paralela à rua com o mesmo nome.

## Travessa do Almada
A Travessa do Almada é uma travessa que se inicia no Largo da Madalena e termina na Rua de São Mamede, localizando totalmente na freguesia da Madalena. O nome do topónimo provém de João Manuel de Almada e Melo, visconde de Vila Nova de Souto de El-Rei, proprietário de um edifício nas imediações. A Travessa do Almada foi aberta após o terramoto de 1755 com o nome de Calçada de São Crispim, devido à existência de uma Ermida de São Crispim no final da Rua de São Mamede, onde a travessa se inicia. Por volta de 1775 já ostentava o nome de Travessa das Casas do Almada, e em 1782 já tinha o nome actual.

## Arruamentos não oficiais
Existe um arruamento não oficial na freguesia da Madalena, denominado Acesso Estação Fluvial do Terreiro do Paço e gerido pelo Porto de Lisboa. Este é partilhado com a freguesia da Sé. Surge no mapa oficial do sítio da Câmara Municipal de Lisboa como iniciando na Avenida Infante Dom Henrique junto ao Campo das Cebolas e terminando na mesma avenida, já na esquina da Praça do Comércio.